# Qualificazioni al campionato europeo femminile di calcio 2009 - Play-off
I play-off delle qualificazioni al campionato europeo femminile di calcio 2009 si disputano tra dieci squadre, le sei seconde classificate nei rispettivi gironi del turno di qualificazione più le quattro migliori terze: Irlanda, Islanda, Italia, Paesi Bassi, Repubblica Ceca, Russia, Scozia, Slovenia, Spagna e Ucraina.

## Formula
I play-off si giocano col formato di partite di andata e ritorno.

## Risultati
| Squadra 1 | Totale | Squadra 2   | Andata | Ritorno |
| --------- | ------ | ----------- | ------ | ------- |
| Irlanda   | 1 - 4  | Islanda     | 1 - 1  | 0 - 3   |
| Rep. Ceca | 1 - 3  | Italia      | 0 - 1  | 1 - 2   |
| Scozia    | 4 - 4  | Russia      | 2 - 3  | 2 - 1   |
| Slovenia  | 0 - 5  | Ucraina     | 0 - 3  | 0 - 2   |
| Spagna    | 0 - 4  | Paesi Bassi | 0 - 2  | 0 - 2   |

### Andata
| Arbitro: | Silvia Tea Spinelli |

|            |           |                 |
| Curtis 63’ | Marcatori | 2’ Magnúsdóttir |

| Arbitro: | Teodora Albon |

|  |           |            |
|  | Marcatori | 88’ Panico |

| Arbitro: | Floarea Cristina Ionescu |

|                |           |                                                  |
| Hamill 3’, 13’ | Marcatori | 4’ Kuročkina 32’ (rig.) Mokshanova 76’ Barbašina |

| Arbitro: | Alexandra Ihringova |

|  |           |                                  |
|  | Marcatori | 27’, 41’ Apanaščenko 54’ Lyšafaj |

| Arbitro: | Gyöngyi Gaal |

|  |           |                            |
|  | Marcatori | Stevens 49’ Van De Ven 84’ |

### Ritorno
| Arbitro: | Christine Beck |

|                                       |           |  |
| Lárusdóttir 23’, 69’ Viðarsdóttir 60’ | Marcatori |  |

| Arbitro: | Jenny Palmqvist |

|                             |           |            |
| Zorri 32’ (rig.) Panico 40’ | Marcatori | 67’ Ščasná |

| Arbitro: | Gyöngyi Gaal |

|                  |           |                 |
| Dieke 20’ (aut.) | Marcatori | 64’, 85’ Hamill |

| Arbitro: | Tanja Schett |

|                  |           |  |
| Stevens 37’, 56’ | Marcatori |  |

| Arbitro: | Claudine Brohet |

|                           |           |  |
| Djatel 3’ Apanaščenko 71’ | Marcatori |  |

## Statistiche

### Classifica marcatrici
4 reti
- Pauline Hamill

3 reti
- Karin Stevens
- Daryna Apanaščenko

2 reti
- Dóra María Lárusdóttir
- Patrizia Panico

1 rete
- Stephanie Curtis
- Hólmfríður Magnúsdóttir
- Margrét Lára Viðarsdóttir
- Tatiana Zorri (1 rig.)

- Kirsten van de Ven
- Pavlína Ščasná
- Natal'ja Barbašina
- Mokshanova (1 rig.)

- Olesja Kuročkina
- Vira Djatel
- Alla Lyšafaj

Autoreti
- Ifeoma Dieke (in favore della Russia)